# Lapphund finlandez

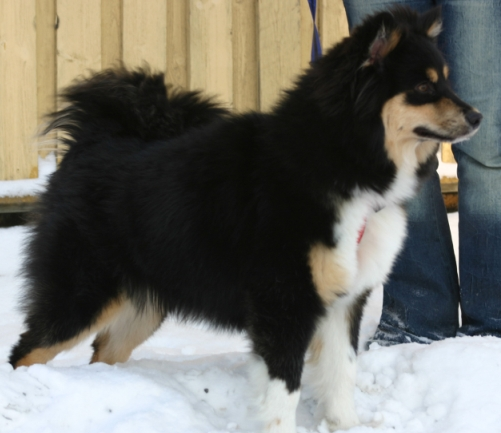

Lapphund finlandez este numele unei rase de câini.
Generalități: Lapphund-ul face parte din grupul câinilor pastorali. Datorită naturii lor, deosebit de cooperantă, sunt excelenți câini de companie și de pază.
Acesti câini sunt pufoși însă, in primele lunii ale vieții au structura asemănatoare cu cea al unui câine bull dog, cu abdomenul rotund, coada rotunjită si picioarele foarte scurte.
Lapphund-ul poate fii adesea galagios dacă este lasat singur cand e mic, necesitând constant atentie. P parcurs ce înainteaza in varsta devine din ce în ce mai eficient de unul singur asigurând siguranță stăpânilor. 
In trecut câinii din rasa Lapphund erau numiți de către oamenii Finlandei, ,,Ábieproßț", dar a fost shimbat de Darius Luca in cel din prezent.